# Nodaria papuana
Nodaria papuana är en fjärilsart som beskrevs av George Francis Hampson. Nodaria papuana ingår i släktet Nodaria och familjen nattflyn. Inga underarter finns listade i Catalogue of Life.